# Hugo Distler
Hugo Distler (ur. 24 czerwca 1908 w Norymberdze, zm. 1 listopada 1942 w Berlinie) – niemiecki kompozytor.

## Życiorys
Hugo Distler urodził się jako nieślubny syn szwaczki Heleny Distler i robotnika jednej ze stuttgarckich fabryk. Ponieważ matka Distlera niedługo po jego narodzeniu wyemigrowała do Ameryki, był wychowywany przez dziadków, którzy umożliwili mu edukację w gimnazjum oraz lekcje gry na fortepianie i teorii muzyki. Po maturze zdanej w 1927 w norymberskim Melanchthongymnasium zdał egzamin wstępny do Lipskiego Konserwatorium Muzycznego. Jego wykładowcami byli: Hermann Grabner (harmonia), Carl Adolf Martienssen (fortepian), Karl Straube (prowadzenie chóru), później też Günther Ramin (organy) w Instytucie Muzyki Kościelnej (Kirchenmusikalisches Institut). Talent i zdolności Distlera zostały szybko odkryte. Powstały też pierwsze kompozycje.
W 1931 roku objął posadę organisty w kościele St. Jacobi w Lubece, tam też powstały prawie wszystkie jego dzieła muzyki kościelnej. W październiku 1933 ożenił się z Waltraut Thienhaus, którą poznał 5 lat wcześniej w »Lübecker Sing- und Spielkreis« założonym przez Bruno Grusnicka. Pierwszy długotrwały sukces przyniosły mu Dni Muzyczne w Kassel w 1935.
Po 1933 coraz większa presja władz nazistowskich z powodu zaangażowania Distlera w muzykę kościelną doprowadziła do tego, że objął świecką posadę zostając w 1937 roku docentem na Württembergische Musikhochschule w Stuttgarcie i objął prowadzenie Esslinger Singakademie.
Distler spędził w Vaihingen koło Stuttgartu swe najszczęśliwsze lata: 1937–1940. Na Święcie Niemieckiej Muzyki Chóralnej w Grazu w 1939 Chór Stuttgarckiej Akademii Muzycznej wykonał »Mörike-Chorliederbuch« pod jego własną dyrygenturą. Następnie, w maju 1940 mianowano go profesorem w dziedzinach kompozycji i organów na Berlińskiej Akademii Muzycznej. 1 kwietnia 1942 objął dodatkowo prowadzenie Państwowego i Katedralnego Chóru Berlińskiego. Przybywające obowiązki nie pozostawiały mu wiele czasu na komponowanie. Z powodu nalotów bombowych jego rodzina została ewakuowana do Ahlbeck nad Morzem Bałtyckim, Distler został w Berlinie sam.
Naziści uznawali jego religijnie ukierunkowaną twórczość za „zdegenerowaną” i był przez nich długotrwale prześladowany. Grożąc śmiercią, zmuszono go do pójścia na front. Fizycznie i duchowo wyczerpany, popełnił samobójstwo w wieku 34 lat.
Pochowany w Stahnsdorfie koło Poczdamu.
Hugo Distler jest postrzegany jako jeden z najwybitniejszych kompozytorów niemieckich XX wieku i najważniejszych przedstawicieli nowoczesnej muzyki Kościoła Ewangelickiego.

## Twórczość
Distler zasłynął przede wszystkim jako kompozytor religijnej i świeckiej muzyki chóralnej. Do jego twórczości należą:
- „der Jahreskreis” (52 utwory chóralne o tematyce religijnej na dwa i trzy głosy, 1933)
- „die Choralpassion” na 5-głosowy chór mieszany z dwoma solistami (1933)
- „die Weihnachtsgeschichte” na chór mieszany z czterema solistami (1933)
- „die Gesitliche Chormusik op.12” (zbiór dziewięciu motetów na rok kościelny, powstałych między 1935 i 1941)
- „das Mörike-Chorliederbuch” (1939)

Oprócz powyższych dzieł Distler komponował muzykę organową, jedną sonatę, koncert na klawesyn (1935) wraz z utworami na orkiestrę kameralną. Napisał również „Funkcjonalny podręcznik do harmonii (1940)”
Distler jest najważniejszym przedstawicielem ruchu odnowy ewangelickiej muzyki kościelnej po 1920. Jego harmonia posiada swoje korzenie w tonacjach modalnych i pentatonice. Pomysłowa i rozwinięta rytmika opiera się na przykładach z renesansu i baroku. Z kombinacji różnych metrum poszczególnych głosów powstają dynamiczne i żywe utwory; muzykę Distlera charakteryzuje polifonia i polirytmia.
Mimo iż opracowania Distlera naśladują nierzadko barok, brzmienie „ciasnych” interwałów buduje specyficzny wyraz jego muzyki: od tkliwej prostoty do ostrego dramatyzmu.